# 四寨河水库
四寨河水库，位于中国贵州省从江县北部，是都柳江支流双江下游的中型水库。于1984年4月开工建设，1987年12月开始发电。水库总库容3830万立方米，正常蓄水位222米。水库大坝为浆砌石重力坝，最大坝高40.7米，坝顶总长193.56米。坝址下距双江与都柳江汇合处2.6千米。水库电站厂房为坝后式地面厂房，有2台机组，装机容量12.8兆瓦，年发电量3546万千瓦时。水库电站是从江县境内唯一具有季调节功能的电站。